# Anne de La Tour

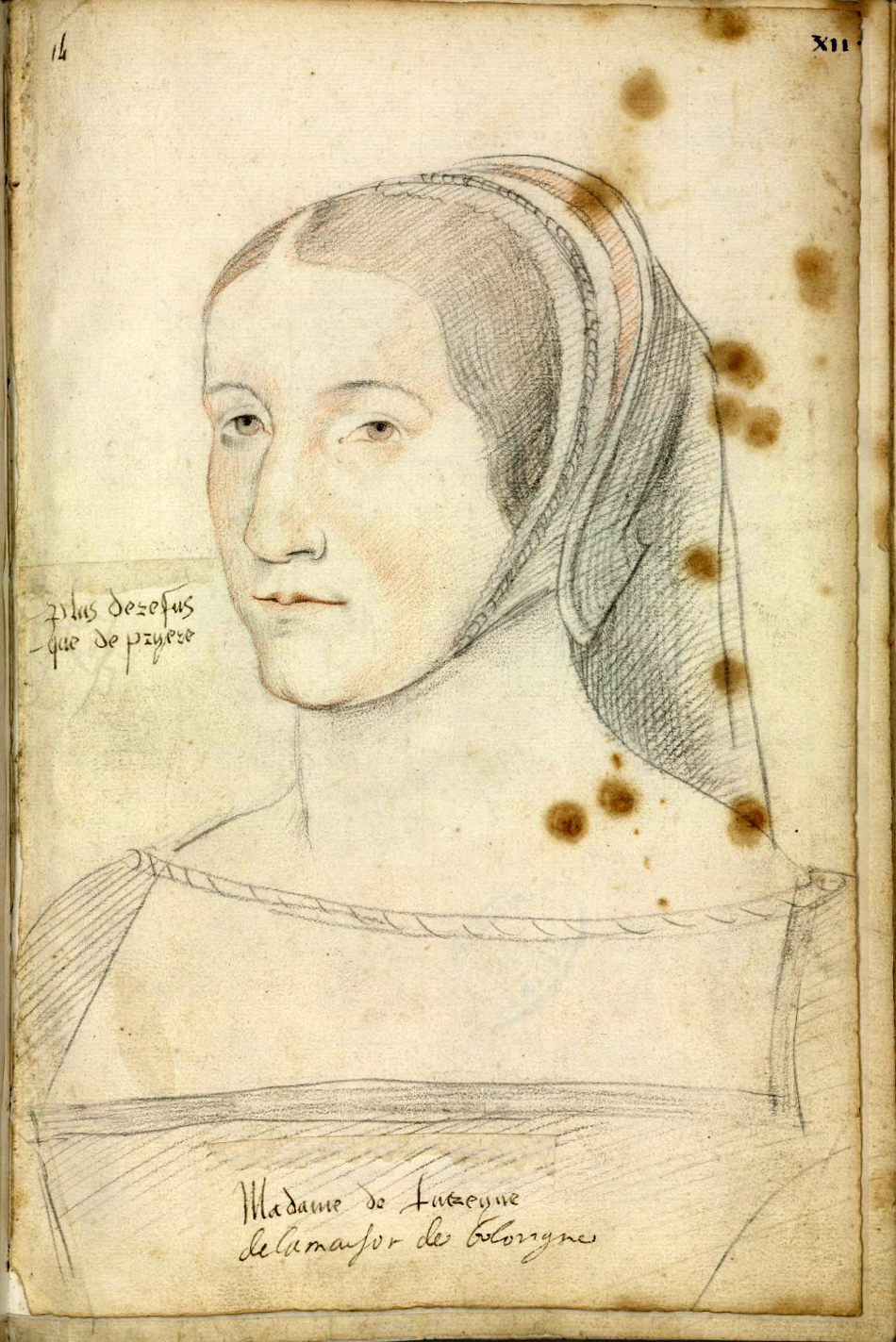
Anne de La Tour, Anonym, Bibliothèque Méjanes, Aix-en-Provence

Anne de La Tour (* nach 1495; † Juni 1524 auf ihrer Burg in Saint-Saturnin) war eine französische Adlige, Gräfin von Auvergne, Lauragais, Dame de La Tour, de Saint-Saturnin et de Montrodon aus eigenem Recht sowie aufgrund ihrer Ehe Herzogin von Albany in Schottland.
Sie ist zu unterscheiden von ihrer Tante und Schwiegermutter Anne de La Tour († 1512), die als Ehefrau von Alexander Stewart, 1. Duke of Albany († 1485) ebenfalls Herzogin von Albany war.

## Leben
Anne de La Tour war die älteste Tochter von Jean de La Tour, Graf von Auvergne, und Jeanne de Bourbon, genannt la Belle. Als ihr Vater im Jahr 1500 erkrankte, verfasste er sein Testament, in dem er Anne zu seiner Erbin einsetzte und Jeanne de Bourbon die Vormundschaft anvertraute. Jean de La Tour starb am 28. März 1501. Am 27. März 1503 heiratete ihre Mutter per Ehevertrag François de La Pause, Baron de la Garde.
Am 8. Juli 1505 wurde Anne de La Tour mit ihrem Vetter John Stewart, 2. Duke of Albany († 1536) verheiratet; in ihrem Ehevertrag wird sie als Anne de Boulogne fille de Jehan Comte de Boulogne et Auvergne bezeichnet. Die Ehe wurde auf Drängen von König Ludwig XII. geschlossen, der verhindern wollte, dass Annes Mutter und ihr neuer Ehemann zu viel Einfluss in der Grafschaft Auvergne gewannen.
Anne folgte ihrem Ehemann nach Schottland, wo John von 1514 bis 1523 Regent für seinen einjährigen Vetter Jakob V. war. Nachdem Jakob V. für erwachsen erklärt worden war, kehrte das Paar 1524 in die Auvergne zurück. Im gleichen Jahr erkrankte Anne und verfasste daraufhin ihr Testament, in dem sie die Grafschaft Auvergne ihrer jungen Nichte Caterina de’ Medici hinterließ, der Tochter ihrer Schwester Madeleine († 1519) und von Lorenzo di Piero de’ Medici, Herzog von Urbino († 1519), während ihr Ehemann John Stewart die Grafschaft Lauragais. erhalten sollte. Anne starb im Juni 1524 ohne Nachkommen auf Burg Saint-Saturnin und wurde in der Sainte-Chapelle in Vic-le-Comte, die sie und John in Auftrag gegeben hatten, bestattet; Anne und der Herzog von Albany sind in einem Buntglasfenster der Kirche dargestellt.
Anne de la Tour ist bekannt für zwei reich illustrierte Manuskripte zu ihrem Erbe, die um 1519 für sie angefertigt wurden. Ein Manuskript mit Bildern ihrer Schlösser in der Auvergne und ihrer Abstammung von der legendären Belle Moree, Tochter eines Pharaos, befindet sich in der Königlichen Bibliothek von Den Haag; die Bibliothèque nationale de France hat eine weitere Manuskriptversion dieser sagenhaften Genealogie und ein ähnliches Inventar der Schlösser der Auvergne, die für Caterina de’ Medici erstellt wurde.

Illustrationen aus dem Manuskript 'Genealogie de Madame Anne de la Tour, princesse de l'Ecosse'
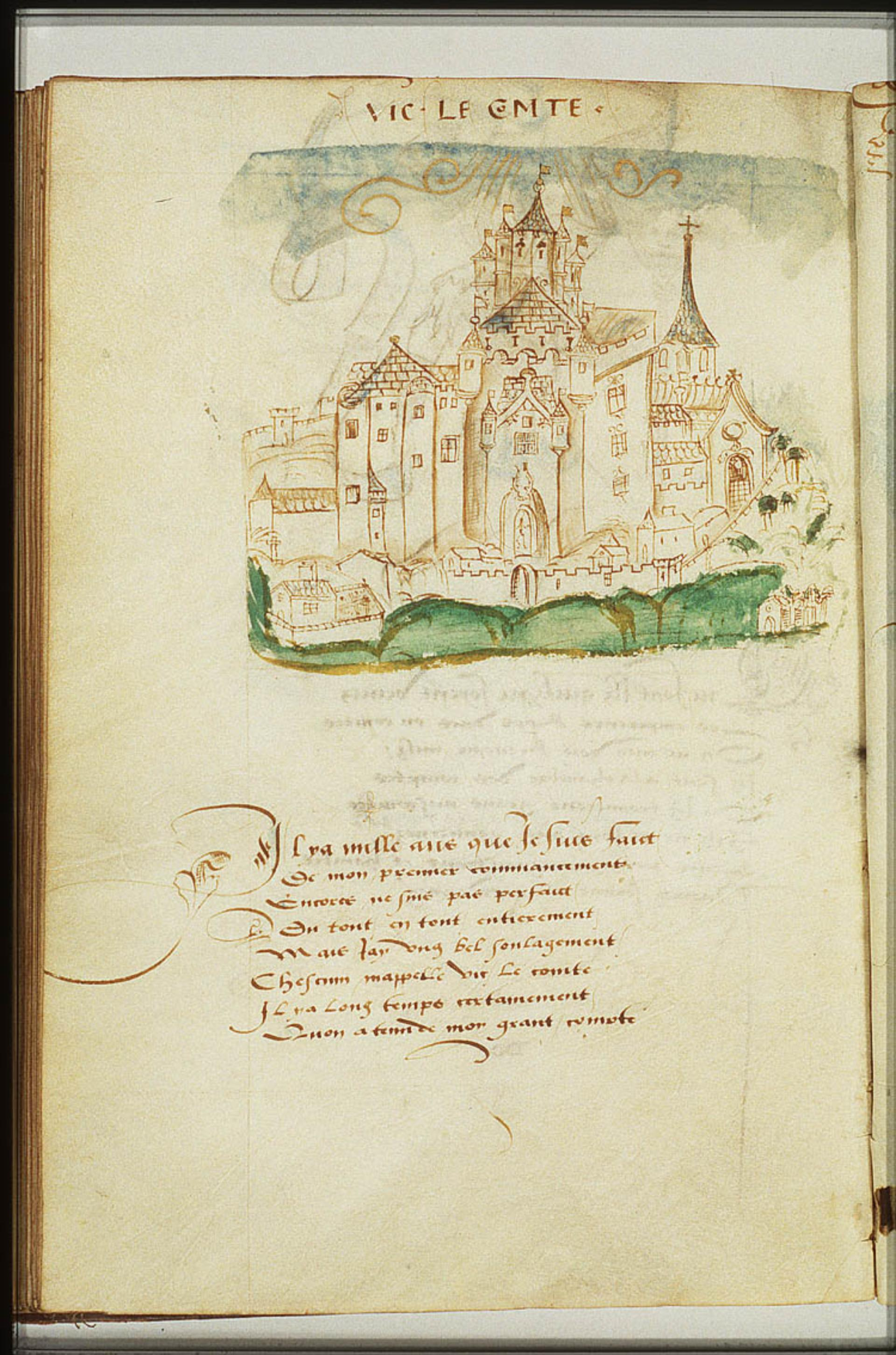
Burg Vic-le-Comte
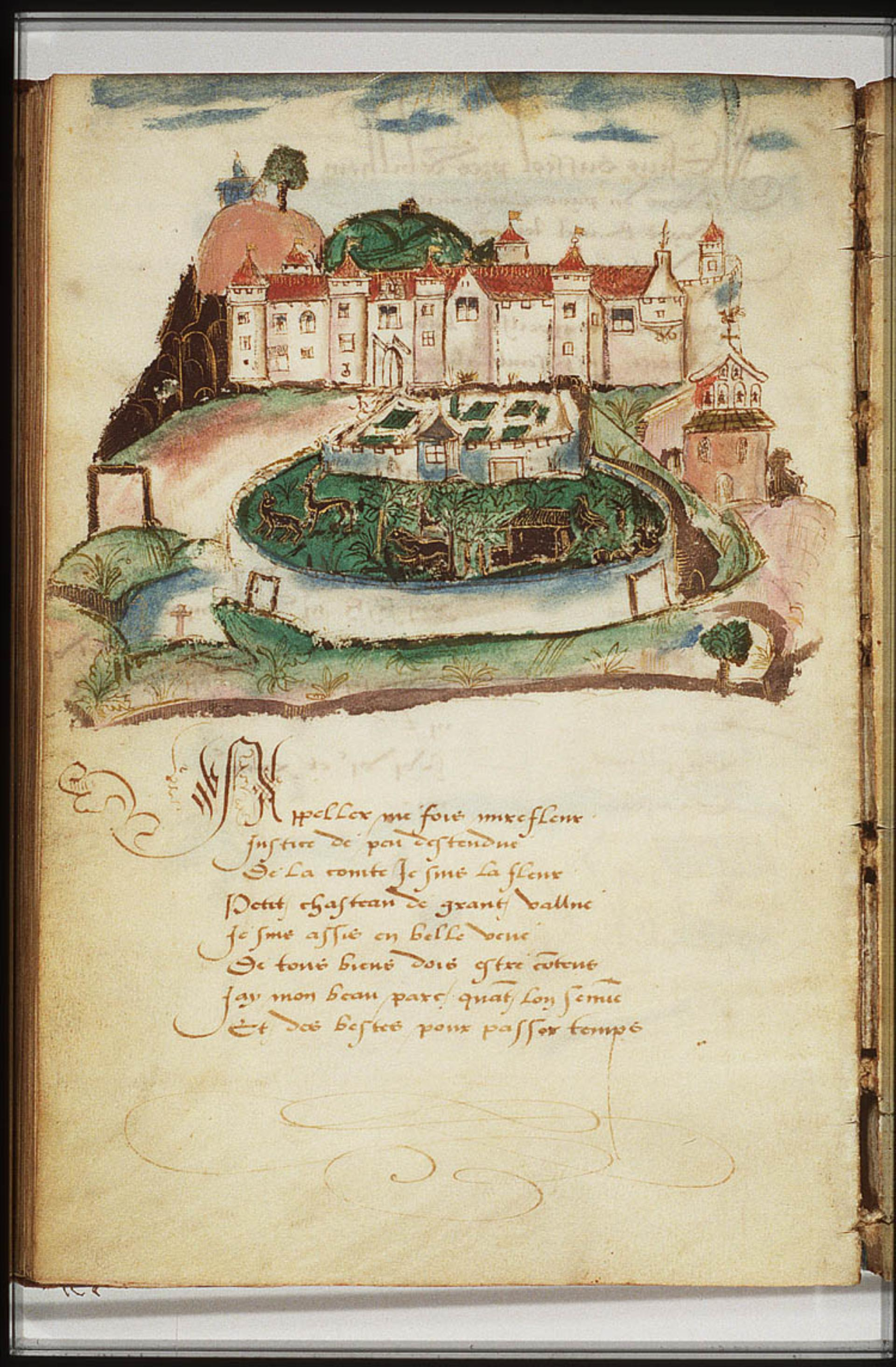
Burg Mirefleurs
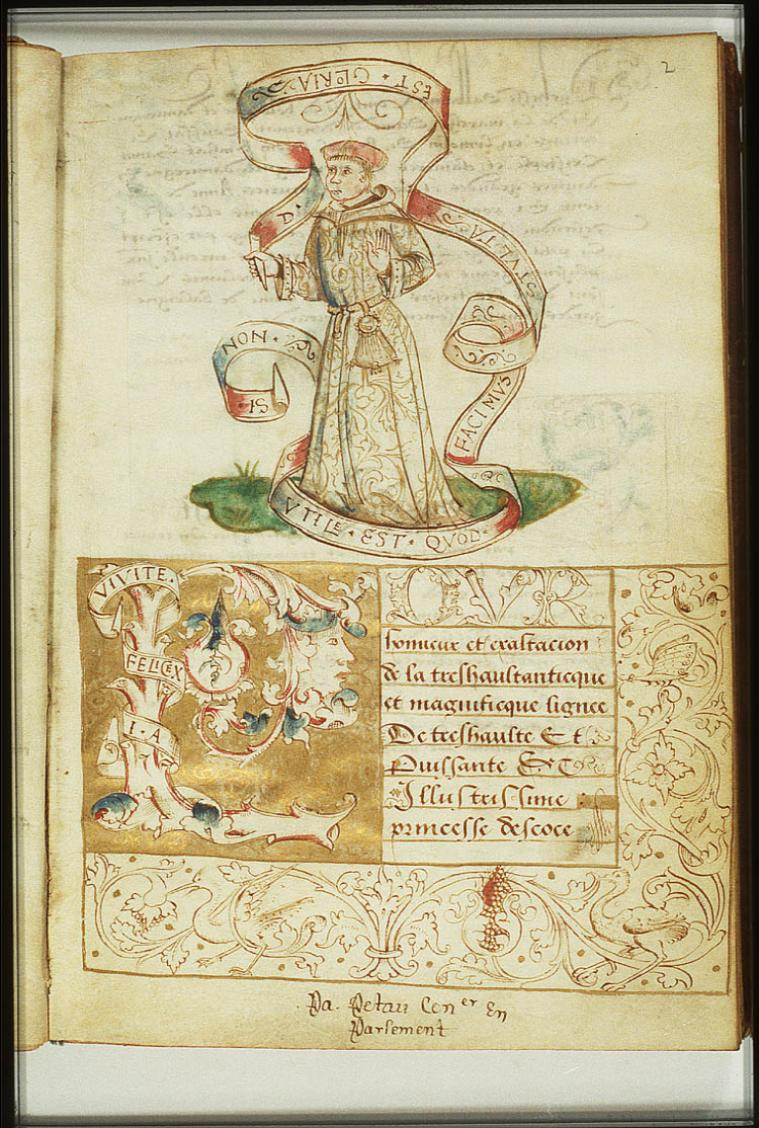
Zeichnung eines Adligen von Jean Lemaire de Belges. In die Initiale ist Vivite felx I et A verwoben: „Lebet glücklich John und Anne“